# SK이터닉스
SK이터닉스(SK Eternix)는 SK그룹 계열의 대한민국의 태양광, 풍력, ESS,연료전지 등을 개발, 운영하는 신재생에너지 발전 기업이다.
SK디앤디에서 인적분할되어 SK디앤디는 부동산 사업을, SK이터닉스는 친환경 에너지 발전사업을 담당한다. 풍력 공사, 연료전지, ESS 발전/O&M 등 3개 사업부분을 영위하고 있다.

## 같이 보기
- 한앤코